# Лук скорода
Лук скорода́, или лук резун, или шнитт-лук (также лук-ре́занец, лук-сибуле́т; лат. Állium schoenoprásum) — многолетнее травянистое растение, вид рода Лук (Allium) подсемейства Луковые (Alliaceae) семейства Амариллисовые (Amaryllidaceae).

## Название
По Фасмеру (Т. 3, С. 652): скорода́ — I «полевой дикий лук или чеснок», ряз., южн. (Даль), ско́рда «чеснок», донск. (Миртов). Заимств. из греч. σκόροδον, σκόρδον «чеснок», которое родственно алб. hurdhë — то же (Фасмер, Гр.-сл. эт. 185; Мі. EW 303).

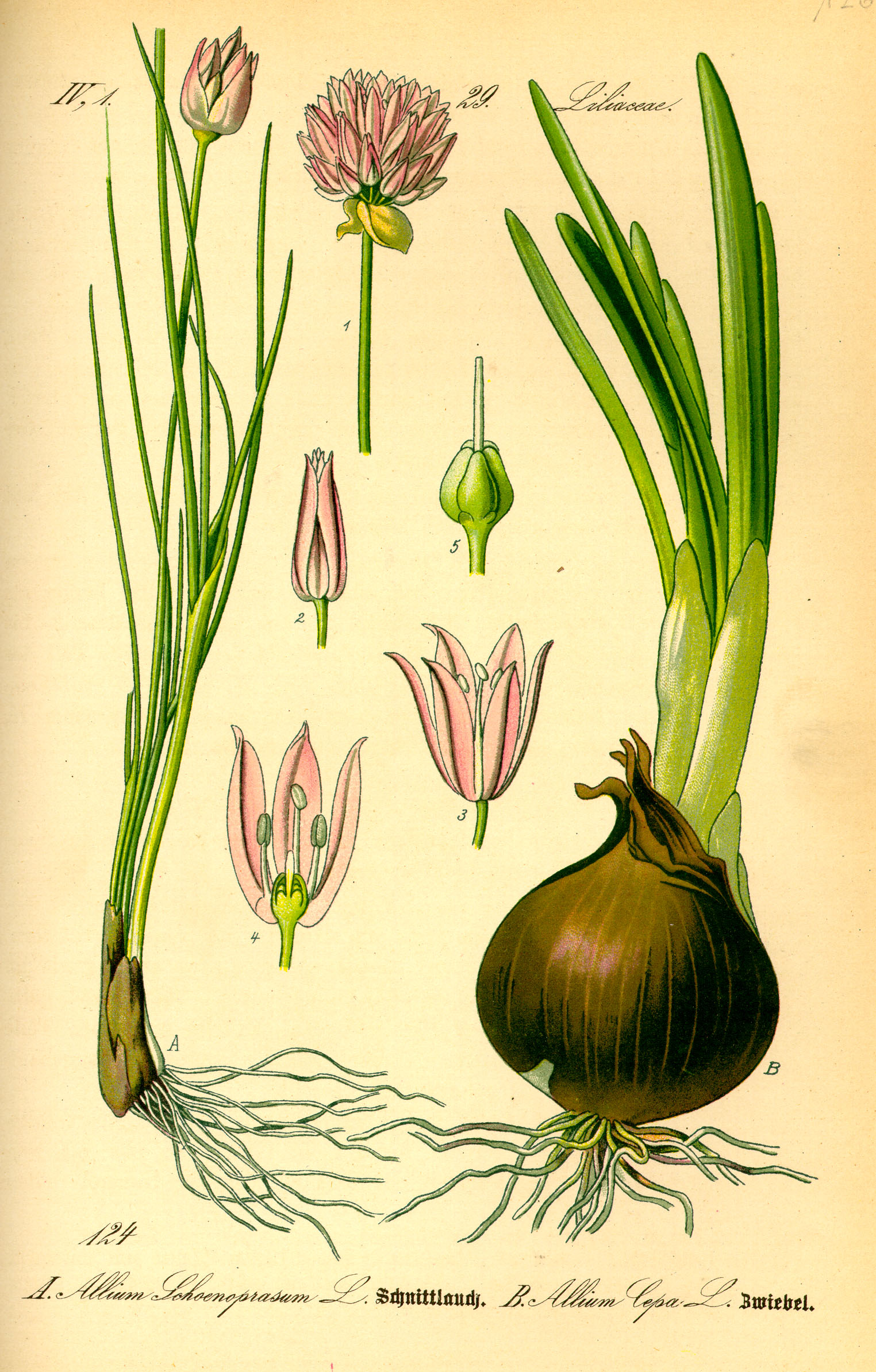

Анненков в своём словаре 1878 года приводит следующие русские названия: Лукъ зубчатый; Лукъ дикій, мелкій; Рѣзанецъ; Трибулька.

## Ботаническое описание
Многолетнее луковичное растение, часто образующее густые дернины. Луковицы продолговато-яйцевидные или яйцевидно-конические, диаметром 0,75—1 см, с бурыми, бумагообразными, почти кожистыми, иногда слегка параллельно-волокнистыми оболочками, по одной или нескольку прикреплены к короткому корневищу. Стебель цилиндрический толстоватый, высотой 10—60 см, гладкий или реже шероховатый, на треть или наполовину одетый гладкими или реже шероховатыми влагалищами листьев.
Листья в числе одного—двух, цилиндрические или, при основании, полуцилиндрические, шириной 2—6 мм, дудчатые, гладкие или реже шероховатые, обычно короче стебля.
Чехол коротко заострённый, равен или немного короче зонтика, часто покрашенный, остающийся. Зонтик пучковато-шаровидный или почти шаровидный, густой, почти головчатый. Цветоножки неравные, внутренние более длинные, в два—три раза короче листочков околоцветника, реже равны ему, при основании без прицветника. Листочки узкоколокольчатого околоцветника блестящие, от бледно-розовых до розово-фиолетовых, с более тёмной жилкой, линейно-ланцетные, ланцетные или продолговатые, длиной 7—17 мм, оттянутые, острые или туповатые, часто с отогнутыми кончиками. Нити тычинок в два-три раза короче листочков околоцветника, на четверть или на треть между собой и с околоцветником сросшиеся, цельные. Столбик не выдается из околоцветника.
Коробочка в два-три раза короче околоцветника.
Цветение с мая по август. Плодоношение с июня.
Размножается вегетативно и семенами, причём даёт обильный самосев.

## Распространение и экология
Распространён в зоне умеренного климата в Передней, Центральной Азии, на Дальнем Востоке, в Северной, Центральной, Западной и Южной Европе, Северной Америке. Встречается на Индийском субконтиненте.
В России растёт на Северном Кавказе, в Западной и Восточной Сибири, на Камчатке, в Приморском и Хабаровском краях, в Европейской части.
Произрастает на лугах, в долинах рек, обычно на влажных небогатых почвах, реже на каменистых горных склонах.
Широко культивируется.
|                                                               |  |  |  |
| Слева направо: Нижняя часть листьев. Бутон. Соцветие. Семена. |  |  |  |

## Химический состав
Растение богато кальцием, содержание которого представляет непрерывно возрастающую кривую от фазы бутонизации до отмирания побегов. Содержание остальных минеральных элементов умеренное, и их изменение по фазам вегетации незначительное. Отношение фосфора к кальцию в фазе бутонизации равно 0,54, при остальных фазах оно сильно уменьшено вследствие недостатка фосфора.
Свежие листья содержат 61,9 мг% аскорбиновой кислоты.
| Фаза                | От абсолютного сухого вещества в % | От абсолютного сухого вещества в % | От абсолютного сухого вещества в % | От абсолютного сухого вещества в % | От абсолютного сухого вещества в % |
| Фаза                | золы                               | протеина                           | жира                               | клетчатки                          | БЭВ                                |
| ------------------- | ---------------------------------- | ---------------------------------- | ---------------------------------- | ---------------------------------- | ---------------------------------- |
| Бутонизация         | 10,59                              | 22,09                              | 3,70                               | 14,77                              | 43,49                              |
| Цветение            | 7,71                               | 13,03                              | 2,91                               | 28,23                              | 41,93                              |
| Начало плодоношения | 7,31                               | 12,67                              | 3,35                               | 25,07                              | 45,38                              |
| Плодоношение        | 6,81                               | 10,60                              | 4,28                               | 25,17                              | 45,67                              |
| Отмирание побегов   | 5,03                               | 6,84                               | 2,58                               | 33,77                              | 46,62                              |

На поздних фазах вегетации накапливает много глюкозидов, которые при значительных количествах могут оказать токсичное воздействие на животных.

## Значение и применение
В пищу используются богатые витаминами и белками листья (содержат 90—100 мг% витамина C), луковицы и цветки лука скороды. Вегетацию начинает рано, как только сойдёт снег. В северных районах незаменимый источник витаминной зелени. В культуру введён давно, в Европе возделывается с XVI века. Выведено несколько столовых сортов. В Сибири заготовляют и солят на зиму. Цветы иногда также идут в сыром или солёном виде, как приправа к мясным блюдам. Также скорода употребляется в омлеты, супы, с творогом и маслом, смешивается с другими пряностями.
Наибольшей питательной ценностью растение обладает на ранних фазах вегетации. Поедается северным оленем (Rangifer tarandus). На пастбищах плохо поедается крупным рогатым скотом и лошадьми, придаёт молоку неприятный вкус. В сене хорошо поедается крупным рогатым скотом, овцами, лошадьми, козами.
Применяется в декоративном цветоводстве. Примечателен массовым ранним цветением, декоративен до поздней осени. Может использоваться для создания невысоких бордюров. Существуют садовые формы, отличающиеся от исходной цветом: 'Album' — с белыми, 'Forescate' — с ярко-розовыми цветками.
Нектаронос.

## Таксономия
Allium schoenoprasum L., Species Plantarum 1: 301. 1753.
|  |                                      |  |                                                             |                                                             |                   |  | ещё 24 семейства (согласно Системе APG II) | ещё 24 семейства (согласно Системе APG II) |                     |  |  |  | ещё более 870 видов |
|  |                                      |  |                                                             |                                                             |                   |  | ещё 24 семейства (согласно Системе APG II) | ещё 24 семейства (согласно Системе APG II) |                     |  |  |  | ещё более 870 видов |
|  |                                      |  |                                                             | порядок Спаржецветные                                       |                   |  |                                            |                                            | род Лук             |  |  |  |                     |
|  |                                      |  |                                                             | порядок Спаржецветные                                       |                   |  |                                            |                                            | род Лук             |  |  |  |                     |
|  | отдел Цветковые, или Покрытосеменные |  |                                                             |                                                             | семейство Луковые |  |                                            |                                            | вид Лук скорода     |  |  |  |                     |
|  | отдел Цветковые, или Покрытосеменные |  |                                                             |                                                             | семейство Луковые |  |                                            |                                            |                     |  |  |  |                     |
|  |                                      |  | ещё 44 порядка цветковых растений (согласно Системе APG II) | ещё 44 порядка цветковых растений (согласно Системе APG II) |                   |  |                                            | ещё около 300 родов                        | ещё около 300 родов |  |  |  |                     |
|  |                                      |  |                                                             | ещё 44 порядка цветковых растений (согласно Системе APG II) |                   |  |                                            |                                            | ещё около 300 родов |  |  |  |                     |

### Синонимы
Homotypic
- Cepa schoenoprasa (L.) Moench, Methodus: 244 (1794).
- Ascalonicum schoenoprasum (L.) P.Renault, Fl. Orne: 33 (1804).
- Porrum schoenoprasum (L.) Schur, Enum. Pl. Transsilv.: 670 (1866).
- Schoenissa schoenoprasa (L.) Salisb., Gen. Pl.: 91 (1866), not validly publ.
- Allium schoenoprasum subsp. euschoenoprasum Syme in J.E.Smith, Engl. Bot., ed. 3, 9: 315 (1869), not validly publ.
- Schoenoprasum vulgare Fourr., Ann. Soc. Linn. Lyon, n.s., 17: 159 (1869).

Heterotypic
- Allium sibiricum L., Mant. Pl. 2: 562 (1771).
- Allium montanum Schrank in F.P.von Schrank & K.M.E.von Moll, Naturhist. Briefe Oestreich 2: 220 (1785).
- Allium palustre Chaix in D.Villars, Hist. Pl. Dauphiné 1: 321 (1786).
- Allium roseum Krock., Fl. Siles. 1: 516 (1787), nom. illeg.
- Allium palustre Salisb., Prodr. Stirp. Chap. Allerton: 235 (1796), nom. illeg.
- Allium tenuifolium Salisb., Prodr. Stirp. Chap. Allerton: 235 (1796).
- Allium foliosum Clairv. ex DC. in J.B.A.M.de Lamarck & A.P.de Candolle, Fl. Franç., ed. 3, 3: 725 (1805).
- Allium acutum Spreng., Pl. Min. Cogn. Pug. 1: 28 (1813).
- Allium tenuifolium Pohl, Tent. Fl. Bohem. 2: 10 (1814), nom. illeg.
- Allium palustre Pourr. ex Lag., Elench. Pl.: 13 (1816), nom. illeg.
- Cepa tenuifolia (Salisb.) Gray, Nat. Arr. Brit. Pl. 2: 114 (1821 publ. 1822).
- Allium reflexum F.Dietr., Vollst. Lex. Gärtn., ed. 2, 1: 285 (1824).
- Allium riparium Opiz, Naturalientausch 6: 50 (1824).
- Allium carneum Schult. & Schult.f. in J.J.Roemer & J.A.Schultes, Syst. Veg., ed. 15 bis 7: 1028 (1830), nom. illeg.
- Allium alpinum (DC.) Hegetschw., Fl. Schweiz: 322 (1839).
- Allium sibiricum schoenoprasoides Fr., Exsicc. (Herb. Normale Pl. Rar. Crit. Suec.) 7: 70 (1840).
- Allium broteri Kunth, Enum. Pl. 4: 454 (1843).
- Allium punctulatum Schltdl., Linnaea 19: 401 (1846).
- Allium glaucum Ledeb., Fl. Ross. 4: 167 (1852), nom. illeg.
- Porrum sibiricum (L.) Schur, Enum. Pl. Transsilv.: 670 (1866).
- Schoenissa rosea Salisb., Gen. Pl.: 91 (1866), not validly publ.
- Allium coloratum Dulac, Fl. Hautes-Pyrénées: 110 (1867), nom. illeg.
- Allium buhseanum Regel, Trudy Imp. S.-Peterburgsk. Bot. Sada 3(2): 81 (1875).
- Allium lusitanicum Link ex Regel, Trudy Imp. S.-Peterburgsk. Bot. Sada 3(2): 78 (1875), not validly publ.
- Allium raddeanum Regel, Trudy Imp. S.-Peterburgsk. Bot. Sada 3(2): 155 (1875).
- Allium schmitzii var. duriminium Cout., Bol. Soc. Brot. 13: 103 (1896).
- Allium gredense Rivas Goday, Bol. Real Soc. Esp. Hist. Nat. 24: 386 (1924).
- Allium purpurascens Losa, Contr. Estud. Fl. Veg. Zamora: 142 (1949).
- Allium idzuense H.Hara, J. Jap. Bot. 49: 1 (1974).
- Allium udinicum Antsupova, Novosti Sist. Vyssh. Rast. 26: 38 (1989).
- Allium ubinicum Kotukhov, Turczaninowia 6: 5 (2003).

### Представители
В рамках вида выделяют ряд подвидов:
- Allium schoenoprasum subsp. latiorifolium (Pau) Rivas Mart. et al.
- Allium schoenoprasum subsp. orosiae P.Monts.
- Allium schoenoprasum subsp. schoenoprassum